# Джайья, Иван
Иван Джайья (серб. Иван Ђаја, 21 июля 1884[…], Гавр — 1 октября 1957[…], Белград) — сербский биолог, физиолог и философ. Он был основателем кафедры физиологии в Сербском институте физиологии, ректором Белградского университета и членом Сербской академии наук и искусств. Джайья был популяризатором биологии, пионером в области гипотермии, а также проводил исследования роли надпочечников в терморегуляции.

## Биография
Джайья родился 21 июля 1884 года в Гавре, крупном порту в Нормандии, Франция. Его мать, Дельфина Депуа-Оже (1861—1902), была француженкой. Она была дочерью местного судовладельца. Его отец Божидар «Божа» Джайья (1850—1914) первоначально работал морским капитаном, позже перешёл на речные перевозки. Они поженились в Гавре в 1881 году. Иван был их старшим ребёнком. Пока они жили во Франции, у пары родился ещё один сын, Александр (1885—1968), который впоследствии стал агрономом в Сербской академии наук и искусств. Когда Ивану было шесть лет, семья переехала в Белград в 1890 году, где его отец стал капитаном парохода «Делиград», который был официальным дипломатическим судном сербских правителей. Он управлял им до своей отставки в 1907 году. В Белграде у супругов родилась дочь Ольга, их третий ребёнок (1892—1974).
Джайья окончил начальную и среднюю школу в Белграде. После окончания Первой белградской гимназии в 1902 году он переехал во Францию, где в течение года учился в лицее Пьер-Корнель в Руане. В 1903 году он поступил в Сорбонну, где одним из его сокурсников и лучших друзей был Эмиль Эрзог, впоследствии ставший известным французским писателем под именем Андре Моруа. Он изучал естественные науки (ботанику, физиологию и биохимию) под руководством Альбера Дастра, научного экспериментатора, который сам был учеником Клода Бернара. Джайья сдал выпускной экзамен в 1905 году и под руководством Дастра 23 июля 1909 года получил степень доктора философии с диссертацией по физиологии «Исследование ферментов гликозидов и углеводов в моллюсках и ракообразных».
Во время учёбы он также имел несколько работ. В 1904 году он стал самым молодым иностранным корреспондентом сербской ежедневной газеты «Политика». Он также некоторое время работал в Национальном музее естественной истории вместе с Паулем ван Тигемом, а затем провёл пять лет на Биологической станции в Роскофе, Бретань. Начиная с 1906 года, он работал там с Ивом Делажем и Альбером Дастре, начав свою карьеру исследователя.